# Opera (Schiff, 2023)
Die Opera ist eine Megayacht, die sich im Besitz des Scheichs Mansour bin Zayed Al Nahyan aus der Herrscherfamilie des Emirates Dubai befindet. Die 146 Meter lange Yacht steht auf Platz 10 der Liste der längsten Motoryachten (Stand 2023).

## Ausstattung
Die Yacht verfügt über 24 Kabinen für 48 Gäste und weitere 40 Crewkabinen. Mit Motoren von MTU Friedrichshafen kann die Yacht bis zu 20 kn erreichen, die Reisegeschwindigkeit liegt bei umgerechnet 14 km/h. Gebaut wurde die Yacht auf der Bremer Werft Lürssen. Den Innenausbau übernahm das Team um Terence Disdale Design. Die Jungfernfahrt von Bremen nach Portsmouth erfolgte im März 2023.
Das Schiff verfügt über zwei Hubschrauberlandeplätze sowie zwei Swimmingpools. Nach Medienberichterstattung soll der Wert der Yacht sich auf circa 500 Mio. Euro belaufen.

## Sonstiges
Bei der Opera wurden Teile der Yacht Sassi wiederverwendet, die am 13. September 2018 kurz vor der Fertigstellung im Schwimmdock der Lürssen-Werft fast vollständig ausgebrannte. Nach dem Brand wurde das Wrack nach Hamburg zu Blohm + Voss verbracht und dort im Juli verschrottet. Lediglich die Motorräume konnte für Opera verwendet werden.